# Kuglački klub Brotnjo Čitluk
Kuglački klub Brotnjo Čitluk, kuglački klub iz Čitluka, Bosna i Hercegovina. Premijerligaš BiH. 

## Povijest
Kuglanje u Čitluku ima dugu tradiciju. Nakon što je u hotelu Brotnjo izgrađena kuglana, 1975. je godine osnovan Kuglački klub imena Brotnjo, ujedno drugi klub osnovan na području općine Čitluka. 
 
Ovaj klub osnovan je 2006. godine. Višegodišnji športski djelatnik Brotnja Zoran Marjanović dao je zamisao za osnivanjem kluba. Klub je postupno napredovao ka planiranom cilju, ulazak u najviši razred natjecanja. Natjecali su se četiri sezone u Prvoj ligi Federacije BiH i 2010. godine su ušli u Premijer ligu BiH te tako postali drugi klub iz Brotnja koji se natječe u najvišem rangu natjecanja, uz Kuglački klub Međugorje-Brotnjo Čitluk.